# Carta Olímpica
La Carta Olímpica, (en inglés: Olympic Charter, en francés: Charte olympique) es el documento estatutario que establece los principios fundamentales del Olimpismo; es también el código organizacional del Comité Olímpico Internacional; regula las políticas y procesos del Movimiento Olímpico; reglamenta todos los elementos integrantes para la planeación y ejecución de los Juegos Olímpicos; y, en consecuencia, también es vinculante para los derechos, obligaciones, prerrogativas y requisitos de integración de las Federaciones deportivas internacionales, los Comités Olímpicos Nacionales, jueces deportivos, deportistas, autoridades y organizaciones ligadas a la realización de las competiciones olímpicas.
La Carta se publicó por primera vez en 1908, bajo el título de Annuaire du Comité International Olympique. Algunas de las reglas contenidas en esta primera Carta, habían sido escritas por Pierre de Coubertin alrededor de 1898 como parte de un documento normativo de principios a seguir en la filosofía del olimpismo. Solamente en 1978 que adquirió su denominación actual.
Está integrada por seis capítulos (el quinto dividido en tres apartados) con 61 artículos en total. Sus reformas, enmiendas o cualquier modificación, solo pueden ser realizadas por las sesiones ordinarias de los miembros del COI o los congresos integradores del movimiento olímpico.